# Partido Democrático Popular (França)
O Partido Democrático Popular (PDP) foi um partido político francês atuante durante a Terceira República Francesa. Fundado em 1924 e dissolvido em 1944, foi o primeiro grande partido democrata-cristão da França.

## Histórico
Ele personifica o catolicismo social e político francês. Defendia posições democrata-cristãs e a reconciliação entre as nações europeias após 1918. Representou o ponto de virada no catolicismo francês, afastando-se do conservadorismo do século XIX e abraçando a Terceira República. A criação do PDP teve início no contexto favorável do imediato pós-guerra, o da reintegração dos católicos à nação por meio da "União Sagrada" (coalizão governista durante a Primeira Guerra Mundial) e da participação dos católicos no “Bloco Nacional” da direita francesa (1919-1924).
A guinada do PDP para a direita, no entanto, só ficaria evidente durante o “Caso Stavisky”, um escândalo financeiro que causou a primeira cisão dos democratas populares em tendências opostas a partir de 1936, como resultado de mudanças na vida política que minaram sua posição centrista coerente.
Após anos de declínio no número de membros e representantes eleitos, o PDP foi vítima da dicotomia entre seu eleitorado de direita e um grupo de liderança que tentava manter a unidade em torno do compromisso doutrinário inicial. A partir de então, sua visibilidade diminuiu e seu apelo desapareceu.